# Eugnophomyia leucoplaca
Eugnophomyia leucoplaca är en tvåvingeart som först beskrevs av Alexander 1921.  Eugnophomyia leucoplaca ingår i släktet Eugnophomyia och familjen småharkrankar. Inga underarter finns listade i Catalogue of Life.